# ستاره تیگتا
تیگتا (ستاره) یک ستاره است که در صورت فلکی ثور قرار دارد.